# Países Bajos en la Copa Mundial de Fútbol de 2010
La Selección de los Países Bajos fue uno de los 32 equipos participantes de la Copa Mundial de Fútbol de 2010, que se realizó en Sudáfrica. Se clasificó luego de haber obtenido el primer lugar en el Grupo 9 de la clasificación europea.
Llegó siendo uno de los países favoritos para ganar en torneo, pero un duro golpe se sufrió luego de saberse la exclusión de Ruud van Nistelrooy a pesar de eso la esperanza en la selección creció conforme fue acercándose la competencia, gracias al buen nivel que presentaba Sneijder reciente campeón de la Liga de Campeones con el Inter de Milán y Arjen Robben subcampeón de la misma con el Bayern Munich.
En la fase de grupos quedó en el Grupo E con Japón, Camerún y Dinamarca grupo que dominó de inicio a fin ganándole dos por cero a Dinamarca, uno a cero a Japón y logró ganarle a Camerún en un sufrido partido.
En los octavos de final se enfrentaron a la sorprendente Eslovaquia, inexperta en Copas Mundiales, en un partido que ganó con un poco de incertidumbre en los últimos minutos. En cuartos de final se enfrentaron a los pentacampeones del mundo Brasil, que se fueron con ventaja al descanso, pero los neerlandeses en el segundo periodo empataron. La expulsión de Felipe Melo afectó a la defensa sudamericana rematando al conjunto un gol de Sneijder a los 68'. En semifinales se enfrentaron a Uruguay, a los que derrotaron con un partidazo de Sneijder y Robben.
En la gran final se decidió el campeón contra España, en un partido en el cual no realizaron un gran fútbol, aunque una de las figuras de Países Bajos, Robben falló un mano a mano con Casillas. Finalmente ya en la prórroga España se impuso, tras un agónico gol de Andrés Iniesta.
Entre sus jugadores destacaron figuras como Wesley Sneijder, Mark van Bommel, Klaas-Jan Huntelaar, Robin van Persie, Arjen Robben y Rafael van der Vaart, bajo la conducción técnica del entrenador Bert van Marwijk.

## Clasificación
Luego de la disputa del Grupo 9, Países Bajos culminó en la primera posición por lo que se clasificó al mundial invicto con ocho partidos ganados.

### Grupo 9
| Equipo              | Pts | PJ | PG | PE | PP | GF | GC | Dif |
| ------------------- | --- | -- | -- | -- | -- | -- | -- | --- |
| Países Bajos        | 24  | 8  | 8  | 0  | 0  | 17 | 2  | 15  |
| Noruega             | 10  | 8  | 2  | 4  | 2  | 9  | 7  | 2   |
| Escocia             | 10  | 8  | 3  | 1  | 4  | 6  | 11 | -5  |
| Macedonia del Norte | 7   | 8  | 2  | 1  | 5  | 5  | 11 | -6  |
| Islandia            | 5   | 8  | 1  | 2  | 5  | 7  | 13 | -6  |

| Fecha                    | Lugar     |              |                                | Resultado                                                           |                                |              |
| ------------------------ | --------- | ------------ | ------------------------------ | ------------------------------------------------------------------- | ------------------------------ | ------------ |
| 10 de septiembre de 2008 | Skopie    | Macedonia    | Bandera de Macedonia del Norte | 1:2 (0:0) Archivado el 15 de agosto de 2009 en Wayback Machine.     | Bandera de los Países Bajos    | Países Bajos |
| 11 de octubre de 2008    | Róterdam  | Países Bajos | Bandera de los Países Bajos    | 2:0 (1:0) Archivado el 2 de mayo de 2009 en Wayback Machine.        | Bandera de Islandia            | Islandia     |
| 15 de octubre de 2008    | Oslo      | Noruega      | Bandera de Noruega             | 0:1 (0:0) Archivado el 17 de marzo de 2009 en Wayback Machine.      | Bandera de los Países Bajos    | Países Bajos |
| 28 de marzo de 2009      | Ámsterdam | Países Bajos | Bandera de los Países Bajos    | 3:0 (2:0) Archivado el 2 de abril de 2009 en Wayback Machine.       | Bandera de Escocia             | Escocia      |
| 1 de abril de 2009       | Ámsterdam | Países Bajos | Bandera de los Países Bajos    | 4:0 (3:0) Archivado el 2 de mayo de 2009 en Wayback Machine.        | Bandera de Macedonia del Norte | Macedonia    |
| 6 de junio de 2009       | Reikiavik | Islandia     | Bandera de Islandia            | 1:2 (0:2) Archivado el 11 de junio de 2009 en Wayback Machine.      | Bandera de los Países Bajos    | Países Bajos |
| 10 de junio de 2009      | Róterdam  | Países Bajos | Bandera de los Países Bajos    | 2:0 (1:0) Archivado el 21 de junio de 2009 en Wayback Machine.      | Bandera de Noruega             | Noruega      |
| 9 de septiembre de 2009  | Glasgow   | Escocia      | Bandera de Escocia             | 0:1 (0:0) Archivado el 12 de septiembre de 2009 en Wayback Machine. | Bandera de los Países Bajos    | Países Bajos |

## Jugadores
| #  | Nombre                   | Posición      | Edad | PJ Sel | Club             |
| -- | ------------------------ | ------------- | ---- | ------ | ---------------- |
| 1  | Maarten Stekelenburg     | Portero       | 27   | 27     | Ajax             |
| 2  | Gregory van der Wiel     | Defensa       | 22   | 10     | Ajax             |
| 3  | John Heitinga            | Defensa       | 26   | 54     | Everton          |
| 4  | Joris Mathijsen          | Defensa       | 30   | 56     | Hamburgo         |
| 5  | Giovanni van Bronckhorst | Defensa       | 35   | 99     | Feyenoord        |
| 6  | Mark van Bommel          | Mediocampista | 33   | 56     | Bayern de Múnich |
| 7  | Dirk Kuyt                | Delantero     | 29   | 63     | Liverpool        |
| 8  | Nigel de Jong            | Mediocampista | 25   | 42     | Manchester City  |
| 9  | Robin van Persie         | Delantero     | 26   | 44     | Arsenal          |
| 10 | Wesley Sneijder          | Mediocampista | 26   | 61     | Inter de Milán   |
| 11 | Arjen Robben             | Delantero     | 26   | 47     | Bayern de Múnich |
| 12 | Khalid Boulahrouz        | Defensa       | 28   | 29     | Stuttgart        |
| 13 | André Ooijer             | Defensa       | 35   | 54     | PSV Eindhoven    |
| 14 | Demy de Zeeuw            | Mediocampista | 27   | 25     | Ajax             |
| 15 | Edson Braafheid          | Defensa       | 27   | 7      | Celtic           |
| 16 | Michel Vorm              | Portero       | 26   | 4      | FC Utrecht       |
| 17 | Eljero Elia              | Delantero     | 23   | 9      | Hamburgo SV      |
| 18 | Stijn Schaars            | Mediocampista | 26   | 12     | AZ Alkmaar       |
| 19 | Ryan Babel               | Delantero     | 23   | 39     | Liverpool        |
| 20 | Ibrahim Afellay          | Mediocampista | 24   | 23     | PSV Eindhoven    |
| 21 | Klaas-Jan Huntelaar      | Delantero     | 26   | 32     | AC Milan         |
| 22 | Sander Boschker          | Portero       | 39   | 1      | Twente           |
| 23 | Rafael van der Vaart     | Mediocampista | 27   | 78     | Real Madrid      |
| DT | Bert van Marwijk         |               |      |        |                  |

## Participación

### Grupo E
| Equipo       | Pts | PJ | PG | PE | PP | GF | GC | Dif |
| ------------ | --- | -- | -- | -- | -- | -- | -- | --- |
| Países Bajos | 9   | 3  | 3  | 0  | 0  | 5  | 1  | 4   |
| Japón        | 6   | 3  | 2  | 0  | 1  | 4  | 2  | 2   |
| Dinamarca    | 3   | 3  | 1  | 0  | 2  | 3  | 6  | -3  |
| Camerún      | 0   | 3  | 0  | 0  | 3  | 2  | 5  | -3  |

- Nota: La hora mostrada corresponde a la hora local de Sudáfrica (UTC+2).

| 14 de junio de 2010, 13:30 | Países Bajos                | 2:0 (0:0) | Dinamarca | Estadio Soccer City, Johannesburgo                                    |                                                                       |
|                            | Agger 46' (a.g.) · Kuyt 84' | Reporte   |           | Asistencia: 83.465 espectadores Árbitro(s): Stephane Lannoy (Francia) | Asistencia: 83.465 espectadores Árbitro(s): Stephane Lannoy (Francia) |

| 19 de junio de 2010, 16:00 | Países Bajos | 1:0     | Japón | Estadio Moses Mabhida, Durban                                           |                                                                         |
|                            | Sneijder 52' | Reporte |       | Asistencia: 62.010 espectadores Árbitro(s): Héctor Baldassi (Argentina) | Asistencia: 62.010 espectadores Árbitro(s): Héctor Baldassi (Argentina) |

| 24 de junio de 2010, 20:30 | Camerún          | 1:2 (0:1) | Países Bajos                   | Estadio Green Point, Ciudad del Cabo                           |                                                                |
|                            | Eto'o 64' (pen.) | Reporte   | van Persie 35' · Huntelaar 82' | Asistencia: 63.093 espectadores Árbitro(s): Pablo Pozo (Chile) | Asistencia: 63.093 espectadores Árbitro(s): Pablo Pozo (Chile) |

### Octavos de final
| 28 de junio de 2010, 16:00 | Países Bajos              | 2:1 (1:0) | Eslovaquia          | Estadio Moses Mabhida, Durban                                                 |                                                                               |
|                            | Robben 17' · Sneijder 83' | Reporte   | Vittek 90+3' (pen.) | Asistencia: 61.962 espectadores Árbitro(s): Alberto Undiano Mallenco (España) | Asistencia: 61.962 espectadores Árbitro(s): Alberto Undiano Mallenco (España) |

### Cuartos de final
| 2 de julio de 2010, 16:00 | Países Bajos      | 2:1 (0:1) | Brasil     | Estadio Nelson Mandela Bay, Puerto Elizabeth                         |                                                                      |
|                           | Sneijder 52', 67' | Reporte   | Robinho 9' | Asistencia: 40.186 espectadores Árbitro(s): Yuichi Nishimura (Japón) | Asistencia: 40.186 espectadores Árbitro(s): Yuichi Nishimura (Japón) |

### Semifinales
| 6 de julio de 2010 20:30 | Uruguay                       | 2:3 (1:1) | Países Bajos                                    | Estadio Green Point, Ciudad del Cabo                                     |                                                                          |
|                          | Forlán 40' · M. Pereira 90+1' | Reporte   | van Bronckhorst 17' · Sneijder 69' · Robben 72' | Asistencia: 62.479 espectadores Árbitro(s): Ravshan Irmatov (Uzbekistán) | Asistencia: 62.479 espectadores Árbitro(s): Ravshan Irmatov (Uzbekistán) |

### Final
| 11 de julio de 2010, 20:30 | Países Bajos | 0:1 (0:0, 0:0) (t. s.) | España       | Estadio Soccer City, Johannesburgo                                   |                                                                      |
|                            |              | Reporte                | Iniesta 115' | Asistencia: 84.490 espectadores Árbitro(s): Howard Webb (Inglaterra) | Asistencia: 84.490 espectadores Árbitro(s): Howard Webb (Inglaterra) |

## Estadísticas

### Goleadores
Tabla confeccionada a partir de los criterios utilizados para elegir la Bota de oro.
Simbología:

: goles anotados.

A: número de asistencias para gol.

Min: minutos jugados.

PJ: partidos jugados.

GP: goles de penal.

| Posición | Jugador                  | Anotado | A. | Min. | PJ | GP |
| 3.º      | Wesley Sneijder          | 5       | 1  | 652  | 6  | 0  |
| -------- | ------------------------ | ------- | -- | ---- | -- | -- |
| 16.º     | Arjen Robben             | 2       | 1  | 387  | 5  | 0  |
| 27.º     | Dirk Kuyt                | 1       | 3  | 587  | 7  | 0  |
| 28.º     | Robin van Persie         | 1       | 2  | 599  | 7  | 0  |
| 46.º     | Klaas-Jan Huntelaar      | 1       | 0  | 48   | 4  | 0  |
| 94.º     | Giovanni van Bronckhorst | 1       | 0  | 645  | 7  | 0  |